# Cheeranahalli, Hassan
Cheeranahalli là một làng thuộc tehsil Hassan, huyện Hassan, bang Karnataka, Ấn Độ.